# Lino Patruno (giornalista)
Lino Patruno, all'anagrafe Pasquale Patruno (Bari, 29 luglio 1947), è un giornalista e scrittore italiano.

## Biografia
Inizia giovanissimo, all'età di 18 anni, a dedicarsi al giornalismo ed alla scrittura. Poi si laurea in economia, con indirizzo sociologico. È sposato e ha una figlia.
Nel 1966 entra nella redazione de "La Gazzetta del Mezzogiorno" di Bari.
In data 16 maggio 1973 diventa giornalista professionista.
Dal 1991 è docente alla facoltà di Economia dell'Università di Bari. Insegna prima comunicazione pubblica al Dipartimento Universitario di marketing e comunicazione d'impresa e poi Economia e tecnica della pubblicità al Corso di laurea di Marketing e comunicazione d'impresa. Ricopre la carica di editorialista e direttore della Scuola dell'Ordine dei Giornalisti della Puglia.

## Attività professionale
Nel 1995 è nominato direttore responsabile del quotidiano “La Gazzetta del Mezzogiorno”.
Per dieci anni è anche coordinatore e direttore della emittente televisiva Antenna Sud e collaboratore dell'Ufficio stampa della Fiera del Levante.
Nel 2003 è docente al master di Beni culturali e comunicazione all'Università di Foggia. 
Nel 2007 è docente di Scrittura giornalistica al Master di giornalismo Università di Bari e Ordine dei giornalisti  di Puglia (scuola della quale è poi nominato Direttore).
Nel 2008 cessa la direzione del quotidiano e diviene editorialista, titolare di una rubrica e autore di critiche cinematografiche sulla stessa testata "La Gazzetta del Mezzogiorno".

## Premi e riconoscimenti
- Premio speciale Saint Vincent per la campagna "Nobel al Salento" (su "La Gazzetta del Mezzogiorno");
- Premio Fondazione di San Domenico sulla civiltà rupestre;
- Premio "Giochi del Mediterraneo";
- Premio Campione dell'Ordine dei Giornalisti di Puglia;
- Premio Bari – Franco Sorrentino;
- "PREMIO CITTA' di MONOPOLI" settore cultura anno 2014

## Pubblicazioni
Lino Patruno ha dedicato una quindicina di libri sui temi della politica economica, del Sud, in particolare su Puglia e Basilicata (storia, cultura, arte e folclore). Seguono alcuni titoli: 
- Alla riscossa terroni. Perché il sud non è diventato ricco. Il caso Puglia - Editore: Manni
- Alle sponde del Mediterraneo - Mario Adda Editore
- Bari vecchia - Mario Adda Editore
- Bari la città di San Nicola - Mario Adda Editore
- Invito a Bari - Mario Adda Editore
- Bari. Istruzioni per l'uso - Mario Adda Editore
- Trani - (con Stefania Mola e Raffaele Nigro) - Mario Adda Editore
- Invito in Basilicata (con Raffaele Nigro) - Mario Adda Editore
- Puglia meravigliosa (con Ornella Cucci) - Capone Editore
- Puglia e Basilicata. La natura e i segni dell'uomo - Editoriale Giorgio Mondadori
- Puglia e Basilicata. Mura, castelli e dimore (con prefazione di Franco Cardini) Edito dalla Banca Popolare di Bari
- Puglia e Basilicata. I luoghi e i gesti della fede (con prefazione di Franco Cardini) Edito dalla Banca Popolare di Bari
- Puglia e Basilicata. L'uomo e le sue tradizioni (con prefazione di Franco Cardini) Edito dalla Banca Popolare di Bari
- Fuoco del sud - La ribollente galassia dei Movimenti meridionali - 2011, Editore: Rubbettino[4].
- Ricomincio da Sud - È qui il futuro d'Italia - 2012, Editore: Rubbettino[5]
- Io resto al Sud - 2013, Editore: Rubbettino[6]
- Il meglio Sud. Attraversare il deserto, superare il divario - 2015, Editore: Rubbettino